# Reuzenwever
De reuzenwever (Ploceus grandis) is een zangvogel uit de familie Ploceidae (wevers en verwanten).

## Verspreiding en leefgebied
Deze soort is endemisch op Sao Tomé, een eiland in de Golf van Guinee.

## Status
Hoewel de Reuzenwever een klein verspreidingsgebied kent, is de soort volgens de International Union for Conservation of Nature and Natural Resources Niet Bedreigd, omdat de populatie stabiel lijkt. Deze vogelsoort wordt omschreven als algemeen voorkomend.